# Douglas DC-1
Дуглас DC-1 (англ.  Douglas DC-1) — американський пасажирський літак. Перша модель відомої серії комерційних авіалайнерів American DC (Douglas Commercial). Був побудований в єдиному екземплярі, проте на його основі були створені DC-2 та DC-3.

## Конструювання та розробка
Початок розробки DC-1 можна віднести до авіакатастрофи TWA Flight 599 з літаком Fokker F.10 Trimotor у 1931 році, що сталася через руйнування конструкції крила, ймовірно через воду, яка проникла між шарами дерев'яного ламінату і розчинила клей. Після катастрофи Aeronautics Branch of the US Department of Commerce встановило найсуворіші обмеження на використання дерев'яних крил на пасажирських літаках. Компанія Boeing у відповідь розробила літак 247 — двомоторний суцільнометалевий моноплан з шасі, що випускалося, але її виробничі потужності були зарезервовані під потреби United Airlines, частини United Aircraft and Transport Corporation, якій так само належав Boeing.
TWA був потрібен подібний літак, що зміг би скласти конкуренцію Boeing 247 і авіакомпанія запросила п'ять виробників на конкурс зі створення тримоторного, 12-місного суцільнометалевого літака, здатного долати відстань у 1740 кілометрів зі швидкістю до 242 км/год. Найсерйознішою вимогою специфікації було те, що літак повинен був безпечно злітати з одним несправним двигуном з будь-якого аеропорту на основних маршрутах TWA, особливо — зі злітної смуги аеропорту Альбукерке, який знаходиться на великій висоті і має високі величини температури повітря влітку.
Дональд Дуглас спочатку сумнівався в доцільності участі його компанії у конкурсі TWA. Бізнесмен вважав, що ринок заледве вмістить сотню літаків — саме стільки потрібно було продати, щоб покрити виробничі витрати. Тим не менш, Дуглас відправив заявку на двомоторний літак з алюмінієвим корпусом і місцем для 12 пасажирів, двох пілотів і бортпровідника. Літак перевершив специфікації TWA навіть з двома двигунами, головним чином завдяки використанню гвинтів з керованим кроком. Салон мав хорошу звукоізоляцію, підігрів, літак міг злітати і сідати на одному двигуні.
Дон Дуглас заявив у статті 1935 року про DC-2, що проектування та будівництво першого DC-1 коштувало $325 000 доларів.

## Історія експлуатації
Був побудований лише один екземпляр. Прототип здійснив перший політ 1 липня 1933 року під керуванням Карла Ковера. Йому було присвоєно модельний номер DC-1, похідний від «Douglas Commercial». За півроку він здійснив близько 200 випробувальних польотів і продемонстрував перевагу над поширеними у той час літаками Ford Trimotor та Fokker Trimotor. 19 лютого 1934 року він перетнув США, за рекордний час у 13 годин 5 хвилин.
TWA прийняла літак 15 вересня 1933 року з деякими модифікаціями (число пасажирських місць збільшено до 14 та встановлено більш потужні двигуни), і замовила виробництво 20 екземплярів наступної моделі літака — Douglas DC-2.
У травні 1938 року DC-1 був проданий у Велику Британію лорду Форбсу, який використовував його декілька місяців, а потім в жовтні 1938 року продав у Францію. В листопаді 1938 року літак продали авіакомпанії Líneas Aéreas Postales Españolas (L.A.P.E.) в Іспанію, де його також використовували ВПС Іспанської Республіки, як транспортний. З липня 1939 року DC-1 літав у Iberia Airlines під ім'ям Negron. У грудні 1940 літак отримав серйозні пошкодження під час жорсткої посадки в Малазі і був списаний, оскільки не підлягав відновленню.

## Специфікації (DC-1)
Джерело: Дані з «McDonnell Douglas Aircraft since 1920»
Основні характеристики
- Пасажиромісткість: 12 пасажирів
- Довжина: 18,29 м
- Висота: 4,88 м
- Розмах крила: 25,91 м

- Площа крила: 87,5 м²
- Маса порожнього: 5343 кг
- Маса спорядженого: 7938 кг
- Силова установка: 2 × 9-циліндрових радіальних двигуни Wright Cyclone SGR-1820F3  690 к.с. ( )

Льотні характеристики
- Максимальна швидкість: 338 км/год
- Крейсерська швидкість: 306 км/год
- Практична дальність: 1610 км